# Francisco Arboleda
Francisco Antonio de Arboleda Salazar y Vergara Azcárate (Popayán, 13 de junio de 1732 - ibidem 29 de enero de 1793) fue un hacendado, militar y político neogranadino.

## Biografía
Arboleda fue un hombre supremamente rico, se desempeñó como Capitán de milicias, Alcalde de Popayán y procurador general del cabildo de Popayán. conocido por ser el padre del prócer de la independencia de Colombia: Antonio Arboleda.
Dueño de la extensa hacienda denominada La Bolsa, en el Valle del Cauca, la cual heredaron y conservaron sus descendientes. Primer propietario de la Hacienda Coconuco, propiedad que perteneció a la Familia Arboleda y fuente de su principal sustento por varias generaciones.
Arboleda y Vergara llevó a cabo la construcción del arco toral, la capilla del altar central y el camarín de la Virgen en un convento, el cual dotó de agua. Además, dotó de agua potable el barrio San Camilo de Popayán, y realizó la refacción tanto de la Iglesia de Santo Domingo (Popayán) como del convento adyacente. De este templo fue mayordomo por cuarenta años.
Se casó con Juana Francisca de Arrachea y Mosquera el 8 de septiembre de 1751 en Popayán, hija de Martín de Arrachea y Urrutia e Ignacia de Mosquera Prieto de Tobar y Figueroa.